# Benavidesita
La benavidesita és un mineral de la classe dels sulfurs. Va ser anomenada en honor d'Alberto Benavides de la Quintana, enginyer, empresari miner i polític peruà.

## Característiques
La benavidesita és un sulfur de fórmula química Pb₄MnSb₆S14. Cristal·litza en el sistema monoclínic, en forma de cristalls aciculars, de fins a 200 μm de llarg, o en forma de grans arrodonits de fins a 50 μm. La seva duresa a l'escala de Mohs és 2,5. Forma una sèrie de solució sòlida amb la jamesonita.
Segons la classificació de Nickel-Strunz, la benavidesita pertany a «02.H - Sulfosals de l'arquetip SnS, amb Cu, Ag, Fe, Sn i Pb» juntament amb els següents minerals: aikinita, friedrichita, gladita, hammarita, jaskolskiïta, krupkaïta, lindströmita, meneghinita, pekoïta, emilita, salzburgita, paarita, eclarita, giessenita, izoklakeïta, kobellita, tintinaïta, jamesonita, berryita, buckhornita, nagyagita, watkinsonita, museumita i litochlebita.

## Formació i jaciments
La benavidesita va ser descoberta a partir de mostres trobades en dues localitats diferents: en un dipòsit de sulfur de ferro metamorfosat associat amb volcanisme submarí fèlsic a la mina Sätra, al camp miner de Doverstorp (Finspång, Östergötland, Suècia); i en una mineralització polimetàl·lica telescòpica associada a intrusions dacítiques a la mina Uchucchacua, a Oyón (Regió de Lima, Perú). També ha estat descrita al Japó, Romania, Rússia i la Xina.